# Taixing
Koordinaten: 32° 10′ N, 120° 1′ O
Die Stadt Taixing (chinesisch 泰兴市, Pinyin Tàixīng Shì) ist eine kreisfreie Stadt der bezirksfreien Stadt Taizhou in der Provinz Jiangsu der Volksrepublik China. Sie hat eine Fläche von 1.170 km² und zählt 1.073.921 Einwohner (Stand: Zensus 2010). Regierungssitz ist die Großgemeinde Taixing (泰兴镇).

## Administrative Gliederung
Auf Gemeindeebene setzt sich die kreisfreie Stadt aus einundzwanzig Großgemeinden und einer Gemeinde zusammen. 